# Paolo Seganti
Paolo Seganti (Rovereto, 20 maggio 1965) è un attore italiano.

## Biografia
Nato il 20 maggio 1965 a Rovereto, in provincia di Trento, studia recitazione presso l’HB Studio di New York. In quel periodo vive a Miami, negli Stati Uniti, dove nel 1996 debutta in TV nella sit-com The nanny, trasmessa in Italia con il titolo La tata. Nello stesso anno debutta al cinema con un piccolo ruolo nel film Tutti dicono I Love You, regia di Woody Allen. Tra i suoi primi lavori italiani, ricordiamo: le miniserie tv Ultimo (1998), regia di Stefano Reali, e Caraibi, diretta da Lamberto Bava, e il film Un tè con Mussolini, regia di Franco Zeffirelli, gli ultimi due lavori entrambi del 1999, la serie tv Le stagioni del cuore (2003), diretta da Antonello Grimaldi ed infine la miniserie tv Ho sposato un calciatore (2005), regia di Stefano Sollima. Nel 2001-2003 è il protagonista della serie franco-canadese Largo Winch.
Nel 2007 appare in televisione nelle vesti di Martino Ristori nella miniserie in otto puntate di Canale 5, La figlia di Elisa - Ritorno a Rivombrosa, diretta da Stefano Alleva. Nel 2008 è sugli schermi cinematografici con il film Carnera - The Walking Mountain, diretto da Renzo Martinelli (e successivamente con la miniserie tv Carnera - Il campione più grande, versione per il piccolo schermo dello stesso film). Nel 2011 partecipa a Baila! come concorrente, formando una coppia di ballo con l'attrice Marianna De Micheli e torna in televisione con Un amore e una vendetta con Anna Valle e Alessandro Preziosi. È anche autore di alcuni libri, tra cui il romanzo Niko. Nikolin Gjeloshi. Cittadino del mondo. Ha aperto a Los Angeles, insieme alla moglie Carlotta, il ristorante italiano La pergoletta.

## Filmografia

### Cinema
- L.A. Confidential, regia Curtis Hanson (1997)
- Un tè con Mussolini, regia di Franco Zeffirelli (1999)
- Amici x la morte, regia di Andrzej Bartkowiak (2003)
- Bad Boys II, regia di Michael Bay (2003)
- Le barzellette, regia di Carlo Vanzina (2004)
- Signora, regia di Francesco Laudadio (2004)
- Carnera - The Walking Mountain, regia di Renzo Martinelli (2008)
- Sotto il vestito niente - L'ultima sfilata, regia di Carlo Vanzina (2011)
- All God’s Children, regia di Adrian Popovici (2012)

### Televisione
- La tata, serie TV - Episodio: Carta verde, lo sposo perde, regia di Dorothy Lyman
- Nash Bridges, serie TV - Episodio: Gun Play (1997)
- Ultimo, regia di Stefano Reali (1998)
- Caraibi, regia di Lamberto Bava (1999)
- Largo Winch, serie TV (2001 - 2003)
- CSI: Miami - serie TV, episodio 1x10 (2002)
- Ultimo - L'infiltrato, regia di Michele Soavi (2004)
- Le stagioni del cuore, regia di Antonello Grimaldi (2004)
- Ho sposato un calciatore, regia di Stefano Sollima - miniserie TV (2005)
- E.R. - Medici in prima linea (ER) - Episodio: Two Ships, regia di Christopher Chulack (2005)
- The Closer, serie TV - Episodi: Aftertaste (2006); Dulcis in fundo (2006)
- La figlia di Elisa - Ritorno a Rivombrosa, regia di Stefano Alleva (2007)
- Bye Bye Sally, regia di Paul Leyden (2009)
- Un amore e una vendetta, regia di Raffaele Mertes (2011)
- Rex, regia di Andrea Costantini (2011)
- 6 passi nel giallo - Omicidio su misura, regia di Lamberto Bava (2012)
- Barabba, regia di Roger Young (2013)
- Una vita da vivere (One Life to Live) - 18 episodi (2013)
- Cleaners, regia di Paul Leyden - 3 episodi (2014)

### Cortometraggi
- L'ultima volta, regia di Andrea Costantini (2009) - Durata: 9 min. - Formato: 35 mm

## Doppiatori italiani
Nelle versioni in italiano delle opere in cui ha recitato, Paolo Seganti è stato doppiato da:
- Angelo Maggi in L.A. Confidential
- Sergio Lucchetti in Barabba
- Francesco Bulckaen in Caraibi
- Vittorio Guerrieri in Largo Winch
- Riccardo Rossi in CSI: Miami
- Massimo Corizza in La tata
- Stefano Benassi in The Closer
- Giorgio Borghetti in Eyes